# Pferdebahn Funchal
| |                     |                       |                       |
| Streckenlänge:                                                                                                 | 2,000 km            |                       |                       |
| Spurweite: | 600 mm (Schmalspur) |                       |                       |
| |                     |                       |                       |
| \| \| 2,0 \| Pombal \| Pombal \| \| \| \| \| \| \| \| 0,0 \| Praça da Constituição \| Praça da Constituição \| |                     |                       |                       |
| U-Bahn-Kopfbahnhof Streckenanfang                                                                              | 2,0                 | Pombal                | Pombal                |
| U-Bahn-Strecke                                                                                                 |                     |                       |                       |
| U-Bahn-Kopfbahnhof Streckenende                                                                                | 0,0                 | Praça da Constituição | Praça da Constituição |

Die Pferdebahn Funchal (portugiesisch: Caminhos de Ferro Americanos da Cidade do Funchal, Kurzform: Americanos do Funchal) war ein öffentlicher Pferdebahnbetrieb in Funchal auf der portugiesischen Insel Madeira. Sie verkehrte von 1893 bis 1915 und wurde 1916 demontiert.

## Geschichte
Nachdem die Arbeiten für die Caminho de Ferro do Monte 1891 aufgenommen und am 16. Juli 1893 der erste Streckenabschnitt in Betrieb genommen worden war, sollte eine zweite, als Pferdestraßenbahn betriebene Linie die Eisenbahn ergänzen und insbesondere die Anreise von Touristen vom Hafen Funchal, die Monte besichtigen wollten, erleichtern. Daneben diente die Bahn auch als öffentliches Verkehrsmittel in der Stadt.

### Namensherkunft
Der Name „Americanos“ wird im Portugiesischen für Pferdebahnen genutzt, da diese amerikanischen Ursprungs waren und dort zuerst eingesetzt wurden, bevor sie auch in Europa üblich wurden. Sie bestanden aus einer offenen oder geschlossenen Kutsche auf Schienen, die von Pferden oder Maultieren gezogen wurden.

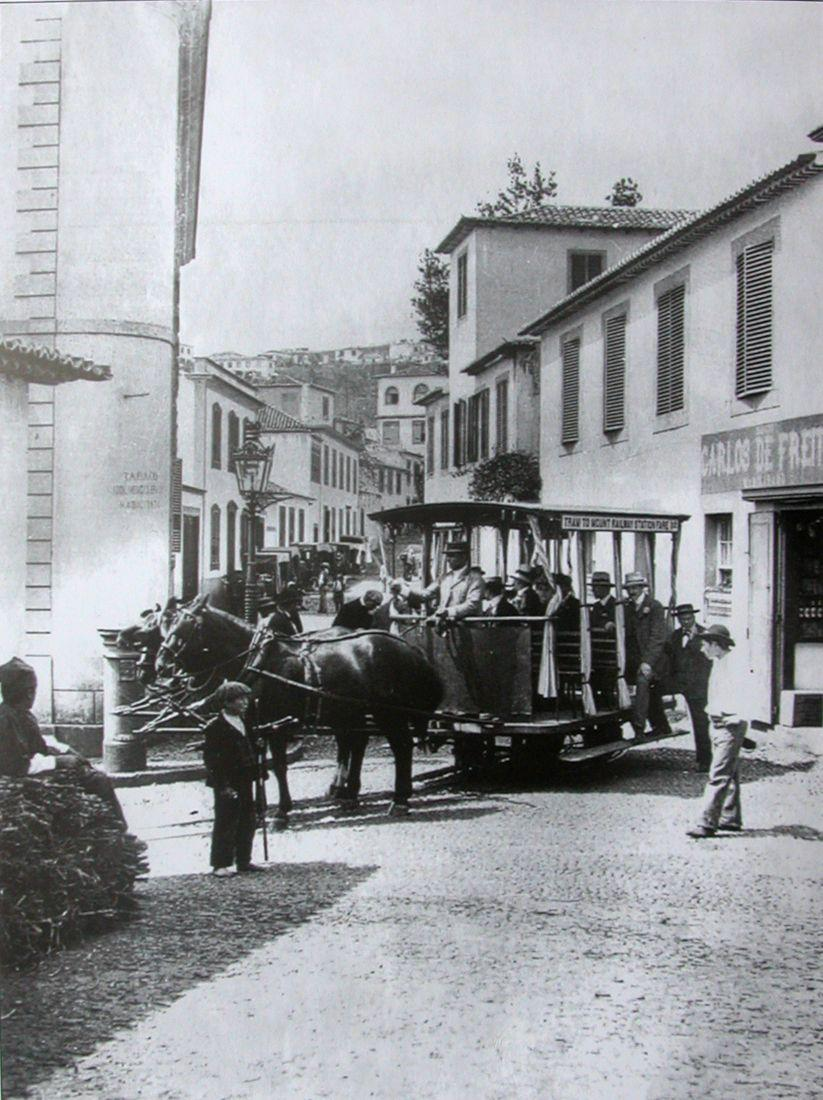
Pferdebahn in der Rua das Dificuldades zwischen 1893 und 1900

### Strecke
Die Strecke der Pferdebahn begann nahe des Hafens an der Praça da Constituição (dt.: Platz der Verfassung, heute Avenida Arriaga), führte an der Kathedrale von Funchal vorbei und endete ohne weiteren Halt in der Rua do Pombal, in der sich die Talstation der Zahnradbahn nach Monte befand. Die Streckenlänge betrug ca. 2000 Meter, die Spurweite 600 Millimeter.

### Betrieb
Die Pferdebahn wurde am 3. Juni 1896 eröffnet. Betreiber war das Unternehmen Carris de Ferro do Funchal. Bereits 1899 musste der Betrieb aufgrund hoher Kosten und Unwirtschaftlichkeit eingestellt werden. Nach einer Neuausschreibung wurde die Bahn 1902 neu vergeben und der Betrieb wieder aufgenommen.
Eingesetzt wurden in Funchal drei Wagen, die jeweils von drei nebeneinander angespannten Pferden gezogen wurden. Als während des Ersten Weltkrieges die Touristen ausblieben, stellte die Bahn noch vor Kriegseintritt Portugals den Betrieb im August 1915 ein. Im Januar 1916 wurde dann das Schienennetz abgebaut.

### Geplante Erweiterungen und Pferdebahn Câmara de Lobos
Bei der 1902 erfolgten Neuvergabe der Pferdebahn wurde dem neuen Betreiber auch zur Auflage gemacht, die bestehende Strecke auszubauen. Erweiterungen wurden erwartet nach Westen zum Hotel Reid’s Palace und in östlicher Richtung zum Largo do Socorro jenseits des Fortaleza de São Tiago.
Ergänzend zur Bahn in Funchal gab es Pläne, eine Pferdebahn zwischen der Stadt und der Ortschaft Câmara de Lobos einzurichten. Nach einer Studie wurde die Bahn jedoch nicht verwirklicht.